# Dießen am Ammersee
Dießen am Ammersee (eller : Dießen a.Ammersee) er en kommune i Landkreis Landsberg am Lech, Regierungsbezirk Oberbayern i den tyske delstat Bayern.

## Geografie
Dießen ligger i det bayerske Voralpenland ved sydvestenden af Ammersee, omkring 40 kilometer sydvest for München.
Byen Dießen ligger ved bredden af Ammersees omkring det tidligere Augustinerkloster. Mod vest grænser landsbyen St. Georgen til. Nogle kilometer videre i bed bakkede bagland ligger de tidligere kommuner Dettenschwang, Dettenhofen og Obermühlhausen, der nu er en del af kommunen. I umiddelbar nærhed af Ammersee ligger landsbyerne og bebyggelserne i den tidligere kommune Rieden.

### Inddeling
- Dettenhofen med bebyggelserne Pitzeshofen og Ummenhausen
- Dettenschwang med Oberhausen, Unterhausen, Wolfgrub og Abtsried
- Obermühlhausen med Oberbeuern, Unterbeuern og Schlöglhof
- Riederau med Rieden, Bierdorf, St. Alban, Gut Romenthal, Lachen, Engenried og Hübschenried
- St. Georgen med Wengen, Bischofsried, Ziegelstadl og Seehof

## Historie
Augustinerklosteret Kloster Dießen blev oprettet i det 9. århundrede i landsbyen St. Georgen og blev af Greverne af Andechs gengrundlagt i det 12. århundrede. I 1140 overlod de stiftet til byen Dießen. Klosteret blev nedlagt ved sekulariseringen i 1803; Dele af anlægget bled nedrevet, men de bevarede dele blev efter 1. verdenskrig overtaget af de Barmhjertige Søstre.
- Den tyske komponist og musikpædagog Carl Orff (1895–1982),levede fra 1955 i landsbyen Sankt Georgen
- Sir Roger Casement (1864–1916), irsk frihedskæmper boede fra 1915 i Riederau